# マーテズ・ウィルソン
マーテズ・ウィルソン（Martez Wilson 1988年9月21日- ）はイリノイ州シカゴ出身のアメリカンフットボール選手。現在NFLのダラス・カウボーイズに所属している。ポジションはラインバッカー。

## 経歴

### プロ入りまで
高校時代、USAトゥデイ、パレードよりオールアメリカンファーストチームに選ばれた。
Rivals.comからはウィークサイドのディフェンシブエンド中、カルロス・ダンラップに続いて全米2位のプロスペクトと評価された。
イリノイ大学に進学した彼は、1年次の2007年には13試合に出場し、USCとのローズボウルでも3タックルをあげた。2年次の2008年にはビッグ・テン・カンファレンス14位となる1試合あたり6.6タックルをあげた。3年次の2009年にはミズーリ大学との開幕戦で9タックルをあげたが、首の椎間板ヘルニアとなり、シーズン残り試合を棒に振った。2010年は全13試合に先発出場し、カンファレンス4位の112タックルをあげてメディアからカンファレンスファーストチームに、コーチの投票でもカンファレンスのセカンドチームに選ばれた。2009年のシーズンの大部分を棒に振った彼は、もう1年大学でプレーすることができたが、NFLドラフトへのアーリーエントリーを2011年1月決意した。
2011年のスカウティング・コンバインでは40ヤードダッシュでラインバッカー全体のトップとなる4秒49を出すなど、6カテゴリで全ラインバッカーのベスト10に入った。

### NFL
2011年のNFLドラフト3巡でニューオーリンズ・セインツから指名された。同年13試合に出場し、1サックをあげた。
2012年は、全16試合に出場し、3サック、1ファンブルフォース、1ファンブルリカバーをあげるとともに、FGブロックも記録している。
2013年、シーズン開幕前、ビクター・バトラーが負傷した後、先発ポジションの獲得を期待されたが、キャンプで左ひじを痛めた。10月22日、セインツがQBライアン・グリフィンを昇格する際に解雇された。この年彼は、4タックル、1サックの成績にとどまっていた。10月23日にオークランド・レイダースにクリスト・ビルキディの代わりに加入、ストロングサイドラインバッカーとして期待された。レイダースでは3試合に出場した後、11月19日にチームがマイルズ・バリスをロースターに復帰する際、解雇された。11月26日にダラス・カウボーイズと2年契約を結んだ。